# Гельмут Кернер
Макс Отто Гельмут Кернер (нім. Max Otto Hellmut Körner; 16 лютого 1904, Дрезден — 27 лютого 1966, Гамбург)— німецький фермер і сільськогосподарський політик, бригадефюрер СС. Кавалер Лицарського хреста Хреста Воєнних заслуг з мечами.

## Біографія
В 1925-27 роках вивчав сільське господарство в Лейпцизькому університету. В 1925-27 роках — член Молодонімецького ордену, в 1928-29 роках — Сталевого шолому. В жовтні 1930 року вступив у НСДАП (квиток №328 871), в наступному місяці очолив сільськогосподарське управління Майсена. З лютого 1931 року — сільськогосподарський радник гау Саксонія. З 31 липня 1932 року — депутат рейхстагу від Дрездена-Бауцена. 1 червня 1934 року вступив у СС (посвідчення №227 544). З травня 1936 року працював в Головному управлінні СС з питань рас і поселень. В тому ж році очолив адміністративне управління Імперського керівника продовольства в Берліні.
З жовтня 1939 року — голова Головного відділу продовольства і сільського господарства в Кракові. З червня 1941 року — заступник начальника військової адміністрації і голова Головної сільськогосподарської групи економічної інспекції «Південь». Після утворення імперського комісаріату Україна очолив Головне управління продовольства і сільського господарства в Рівному, одночасно член ради директорів Товариства земельного управління України. 9 листопада 1944 року переведений в Головне управління СС з питань рас і поселень.

## Звання
- Анвертер СС (1 червня 1934)
- Манн СС (13 серпня 1934)
- Обершарфюрер СС (20 квітня 1935)
- Штурмбаннфюрер СС (29 серпня 1935)
- Оберштурмбаннфюрер СС (5 червня 1936)
- Штандартенфюрер СС (5 червня 1936)
- Оберфюрер СС (30 січня 1939)
- Бригадефюрер СС (4 травня 1941)
- Зондерфюрер вермахту і заступник начальника військового управління (4 червня 1941)

## Нагороди
- Почесна шпага рейхсфюрера СС
- Кільце «Мертва голова»

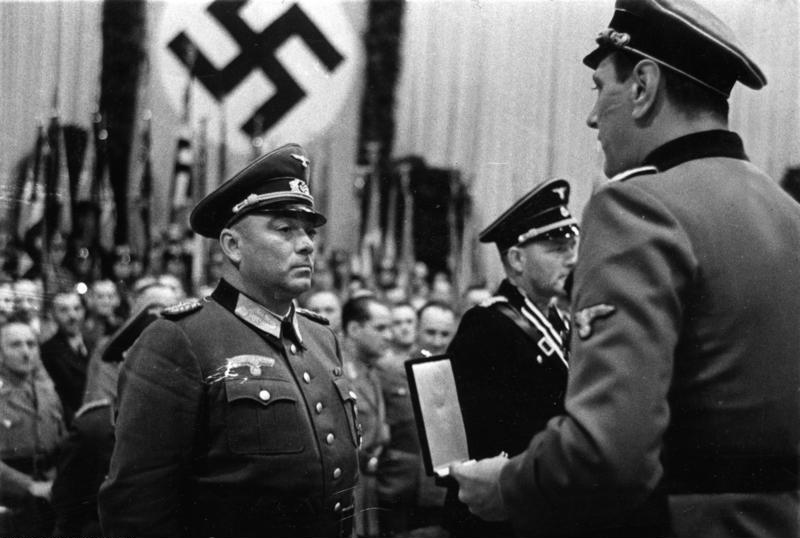
Отто Скорцені вручає Кернеру Лицарський хрест Хреста Воєнних заслуг з мечами (Берлін; 3 жовтня 1943).

- Золотий партійний знак НСДАП (30 січня 1939)
- Медаль «У пам'ять 1 жовтня 1938»
- Медаль «За Атлантичний вал»
- Хрест Воєнних заслуг 2-го і 1-го класу з мечами
- Лицарський хрест Хреста Воєнних заслуг з мечами (3 жовтня 1943) — вручений Отто Скорцені в Берлінському палаці спорту.